# Louargat
Louargat é uma comuna francesa na região administrativa da Bretanha, no departamento Côtes-d'Armor. Estende-se por uma área de 57,51 km². Em 2010 a comuna tinha 2 376 habitantes (densidade: 41,3 hab./km²).